# Władysław Siedlecki
Władysław Szymon Siedlecki (także jako de Lipnica Siedlecki; ur. 18 lipca 1911 w Krakowie, zm. 9 października 1998 tamże) – polski prawnik, profesor nauk prawnych, nauczyciel akademicki Uniwersytetu im. Adama Mickiewicza w Poznaniu i Uniwersytetu Jagiellońskiego, specjalista w zakresie postępowania cywilnego i prawa spółdzielczego.

## Życiorys
W 1932 r. ukończył studia na Wydziale Prawa Uniwersytetu Jagiellońskiego, uzyskując tam w 1935 r. stopień doktora nauk prawnych na podstawie rozprawy Zobowiązania z umów w prawie międzynarodowym prywatnym. W latach 1948–1961 był profesorem na Wydziale Prawa i Administracji Uniwersytetu im. Adama Mickiewicza w Poznaniu. Jednocześnie w latach 1952–1953 na Wydziale Prawa i Administracji Uniwersytetu Mikołaja Kopernika w Toruniu pełnił funkcję kierownika Katedry Prawa Postępowania Cywilnego.
Od 1961 r. był profesorem na Wydziale Prawa i Administracji Uniwersytetu Jagiellońskiego. Od 1956 był członkiem Komisji Kodyfikacyjnej. Opublikował m.in. Podstawy rewizji cywilnej (1959), Nieważność procesu cywilnego (1965), Postępowanie cywilne w zarysie.
Swoje wspomnienia przedstawił w publikacji: Spojrzenie wstecz (Kraków: Krajowa Agencja Wydawnicza, 1989, ss. 166 ISBN 83-03-02903-7).

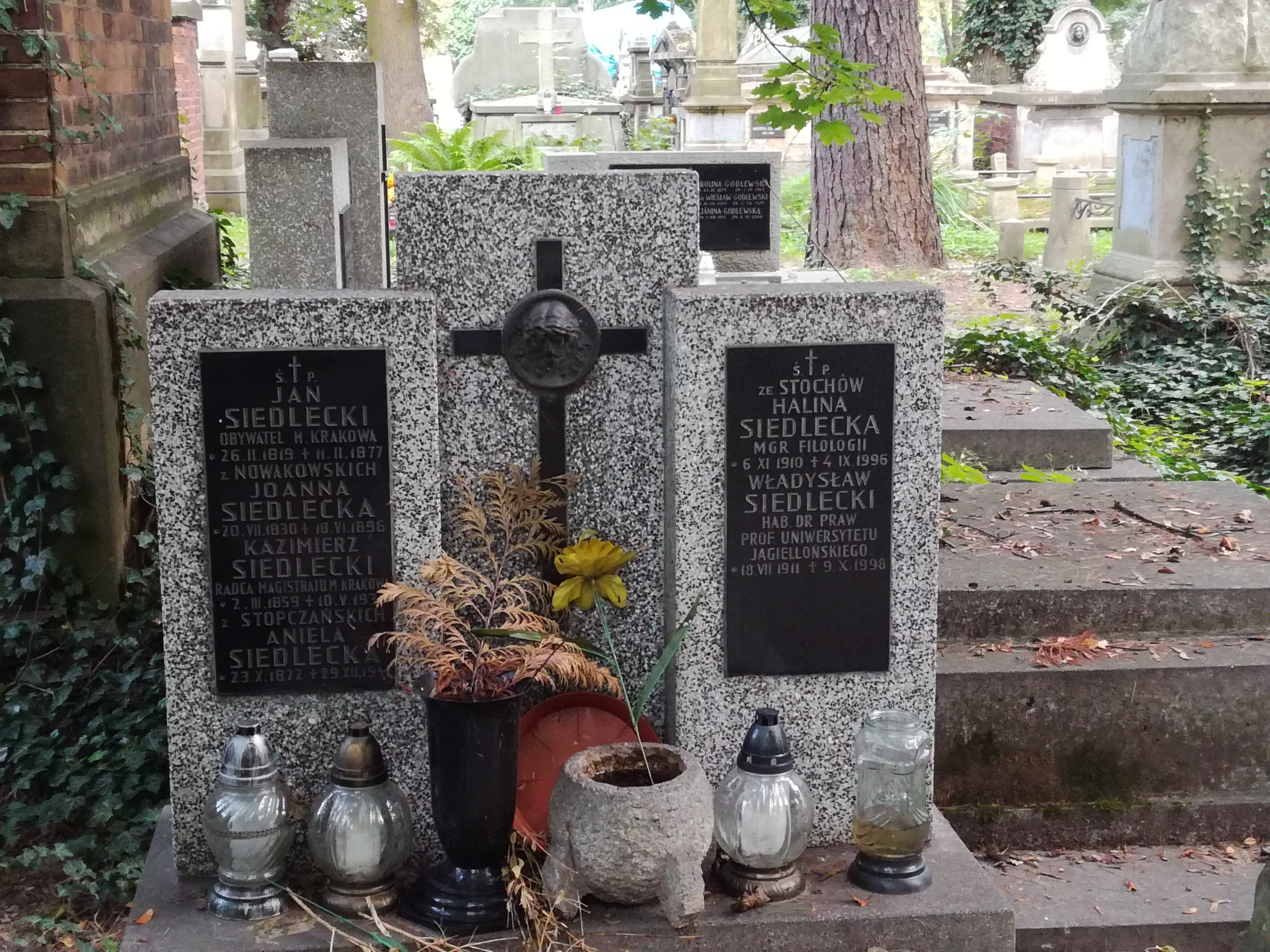
Grób prof. Władysława Siedleckiego na cmentarzu Rakowickim

Został pochowany na cmentarzu Rakowickim w Krakowie (kwatera II-zach.).